# Diga del Narèt I
La diga del Narèt I è una diga ad arco situata in Svizzera, nel Canton Ticino, nel comune di Lavizzara.

## Descrizione
Ha un'altezza di 80 metri e il coronamento è lungo 440 metri. Il volume della diga è di 303.000 metri cubi.
Il lago creato dallo sbarramento, il lago del Narèt ha un volume massimo di 31,6 milioni di metri cubi, una lunghezza di 1,1 km e un'altitudine massima di 2310 m s.l.m. Lo sfioratore ha una capacità di 15 metri cubi al secondo. Le acque del lago vengono sfruttate dalle Officine idroelettriche della Maggia SA (OFIMA).
È stata costruita nel 1970 parallelamente alla diga del Narèt II.

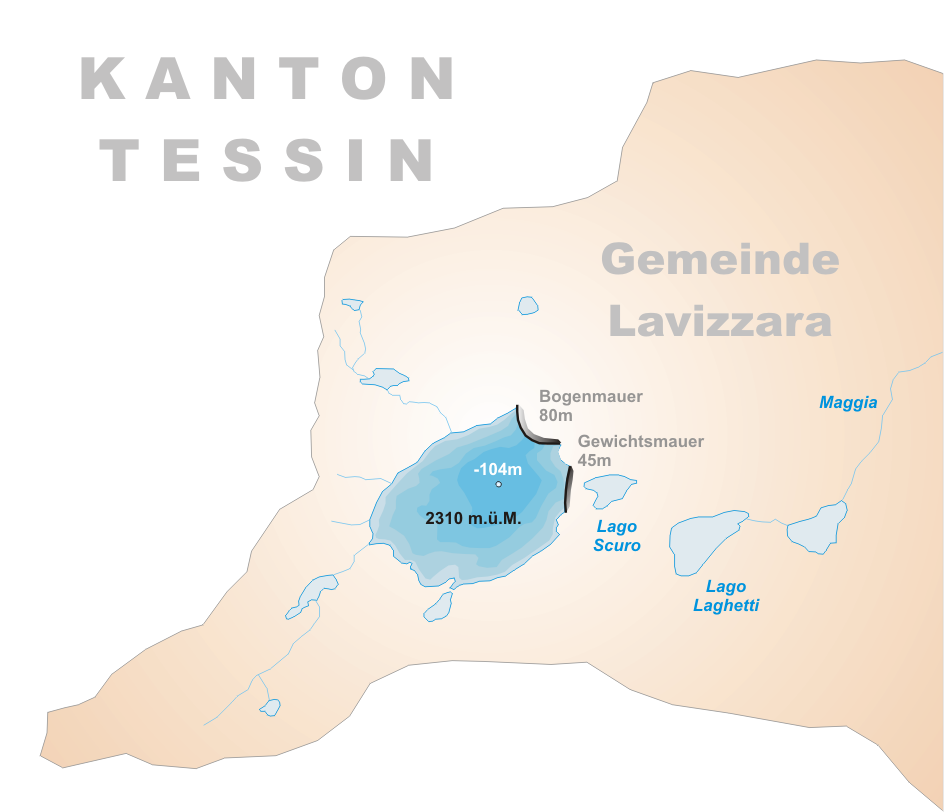
Mappa del lago, la diga I è quella a nord